# L'oro dei legionari
L'oro dei legionari (Les Morfalous) è un film del 1984, diretto da Henri Verneuil, interpretato da Jean-Paul Belmondo, Marie Laforêt, Michel Creton e Michel Constantin.
La storia è tratta dal romanzo omonimo, inedito in Italia, di Pierre Siniac, scritto nel 1968 (Edizione Gallimard).

## Trama
Tunisia, 1943. Un plotone di soldati della Legione Straniera, giunto a Sfax per scortare un ingente carico d'oro destinato a finanziare l'esercito francese per la guerra in atto, subisce un sanguinoso agguato da parte di un gruppo di soldati tedeschi e viene quasi interamente annientato. Gli unici superstiti, riusciti miracolosamente a salvarsi, rifugiandosi rapidamente nella banca, sono solo quattro: il sergente Augagneur, l'artigliere Bèral, il sergente Mahuzard e il soldato Boissier che, con astuzia ed ingegno, non tardano a spaventare e a far fuggire i tedeschi, tramite il continuo assedio con un cannone, manovrato da Bèral. 
Il giorno dopo, tuttavia, essi non tardano ad entrare in conflitto per le loro diverse ideologie: Augagneur, soldato simpatico e bonario, ma piuttosto vile, vuole vuotare la banca e tentare di attraversare il confine, vendendo l'oro ad un ricettatore (dalla sua parte c'è anche Boissier, suo amico), al quale si oppone fermamente il rigido ed autoritario Mahuzard, che non accetta il piano di Augagneur. L'unico che rimane imparziale, a causa anche del suo carattere mite, è Bèral, il quale in un primo momento si allea con Augagneur. Quest'ultimo, dopo una colluttazione, riesce a disarmare Mahuzard e a chiuderlo in una stanza, piazzando di guardia lo stesso Bèral e portando Boissier con sé. Poco dopo, alla banca giunge il direttore, accompagnato da sua moglie, la splendida e seducente Hélène Laroche-Fréon, la quale non tarda a dare una mano ai soldati, portando Augagneur a casa sua per prendere del cibo. Il francese la seduce, ma in quel momento alla casa giunge l'amante di quest'ultima, Karl, un ufficiale tedesco, subito disarmato da Augagneur e portato in banca. Giunti sul luogo, Augagneur si rende conto del 'colpo di Stato': Mahzuard è uscito, dopo aver minacciato della pena di morte quando sarebbero tornati in patria Bèral, e, dopo aver chiuso nella 'cella' di prima Augagneur e Boissier, comincia le trattative col direttore per riportare l'oro in Francia. Fatto sta che Helene, portando il mangiare ai prigionieri, fornisce le chiavi a Augagneur, il quale fugge assieme a Boissier e a Karl, anch'egli recluso, e, la mattina dopo, torna alla banca in testa ad un panzer tedesco. Mahuzard muore, dopo aver ucciso Boissier, colpito a morte da Augagneur, e quest'ultimo e Karl, assieme a Helen, partono con l'oro per il Nord. Solo che durante il viaggio i due uomini l'abbandonano; dopo alcune miglia, Karl che viene disarmato dallo stesso Augagneur e viene lasciato con delle provviste anch'egli nel deserto, dal legionario. Il francese contatta un ricettatore africano e si incontra con lo stesso, ma una mattina, dopo una sosta col panzer, viene svegliato da un certo movimento e si ritrova nel bel mezzo di un plotone della Legione straniera. I soldati lo festeggiano come un eroe e l'oro viene restituito all'esercito.